# Ingwer (Gattung)
Ingwer (Zingiber) ist eine Pflanzengattung in der Familie der Ingwergewächse (Zingiberaceae). Sie stammt aus den wärmeren Teilen Asiens. Der bekannteste Vertreter ist der oft als Gewürz verwendete Ingwer (Zingiber officinale).

## Beschreibung

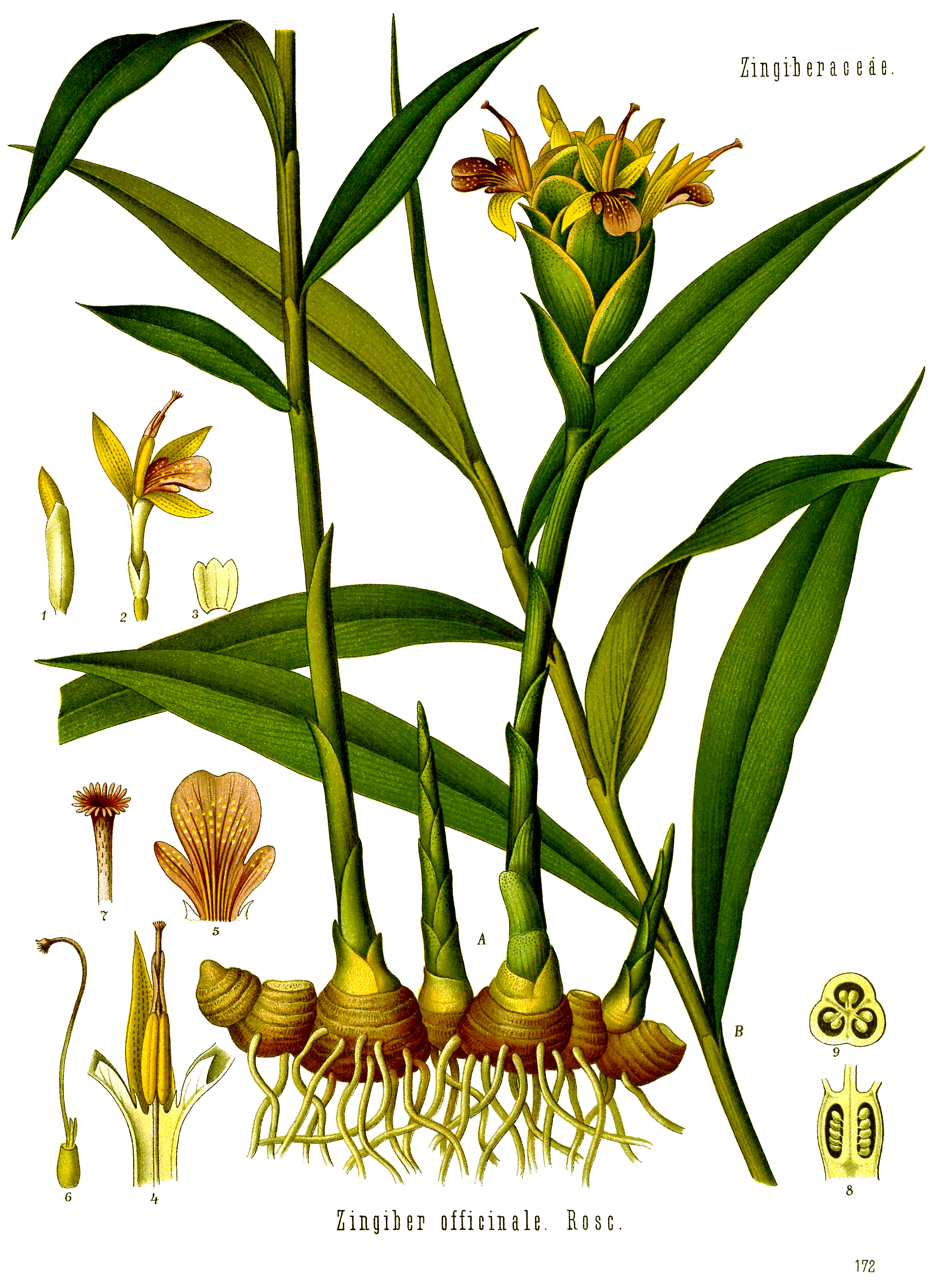
Illustration des Echten Ingwer (Zingiber officinale)

### Vegetative Merkmale
Bei Zingiber-Arten handelt sich um ausdauernde krautige Pflanzen. Die unterirdische, verzweigte und knollenartig verdickte, oft aromatisch riechende Rhizom als Überdauerungsorgane ausbilden.
Die sterilen Triebe sind aufrecht und erreichen bei den meisten Arten Wuchshöhen von 1 bis 2 Metern. Die länglich ovalen, lanzettlichen bis linearen Laubblätter stehen zweizeilig daran.

### Generative Merkmale
Die Blütenstände sind zapfen- oder kegelförmig. Meist stehen sie auf einem kurzen, mit Schuppenblättern bedeckten Stängel, bei einigen Arten sitzen sie auch fast direkt auf dem Rhizom und überragen kaum ihre Hüllblätter. Die bei den verschiedenen Arten sehr unterschiedlich gefärbten Tragblätter der Blüten stehen dicht und überlappen sich dachziegelartig. Jedes Tragblatt trägt nur eine einzige Blüte.
Die dreilappigen, zygomorphen Blüten sind in der Regel weißlich. Der Mittellappen (Labellum) ist meist breiter als die beiden Seitenlappen und oft vorne gespalten. Der Griffel ragt bei allen Arten deutlich über die Staubblätter und die Kronröhre hinaus.

## Vorkommen
Alle Arten stammen aus dem tropischen bis warmen Asien. Eine Art (Zingiber zerumbet) ist als Ruderalpflanze in mehrere andere tropische Gegenden der Welt eingeschleppt worden (Amerika, Afrika, Australien). Der Echte Ingwer wird in allen tropischen Gebieten der Welt kultiviert.
Die meisten Arten sind Bewohner feuchter Waldböden.

## Systematik
Die Gattung Zingiber (im Mittelalter wurde die Art Ingwer unter anderem als Zinziber bezeichnet) wurde als „Zinziber“ 1754 durch Philip Miller in The Gardeners Dictionary...Abridged..., 4. Auflage, Nummer 3 aufgestellt. Typusart ist Zingiber officinale Roscoe. Synonyme für Zingiber Mill. nom. cons. sind: Amomum L. nom. rej., Pacoseroca Adans. nom. superfl., Zerumbet T.Lestib. nom. illeg., Cassumunar Colla, Dieterichia Giseke, Dymczewiczia Horan., Jaegera Giseke, Thumung J.Koenig.

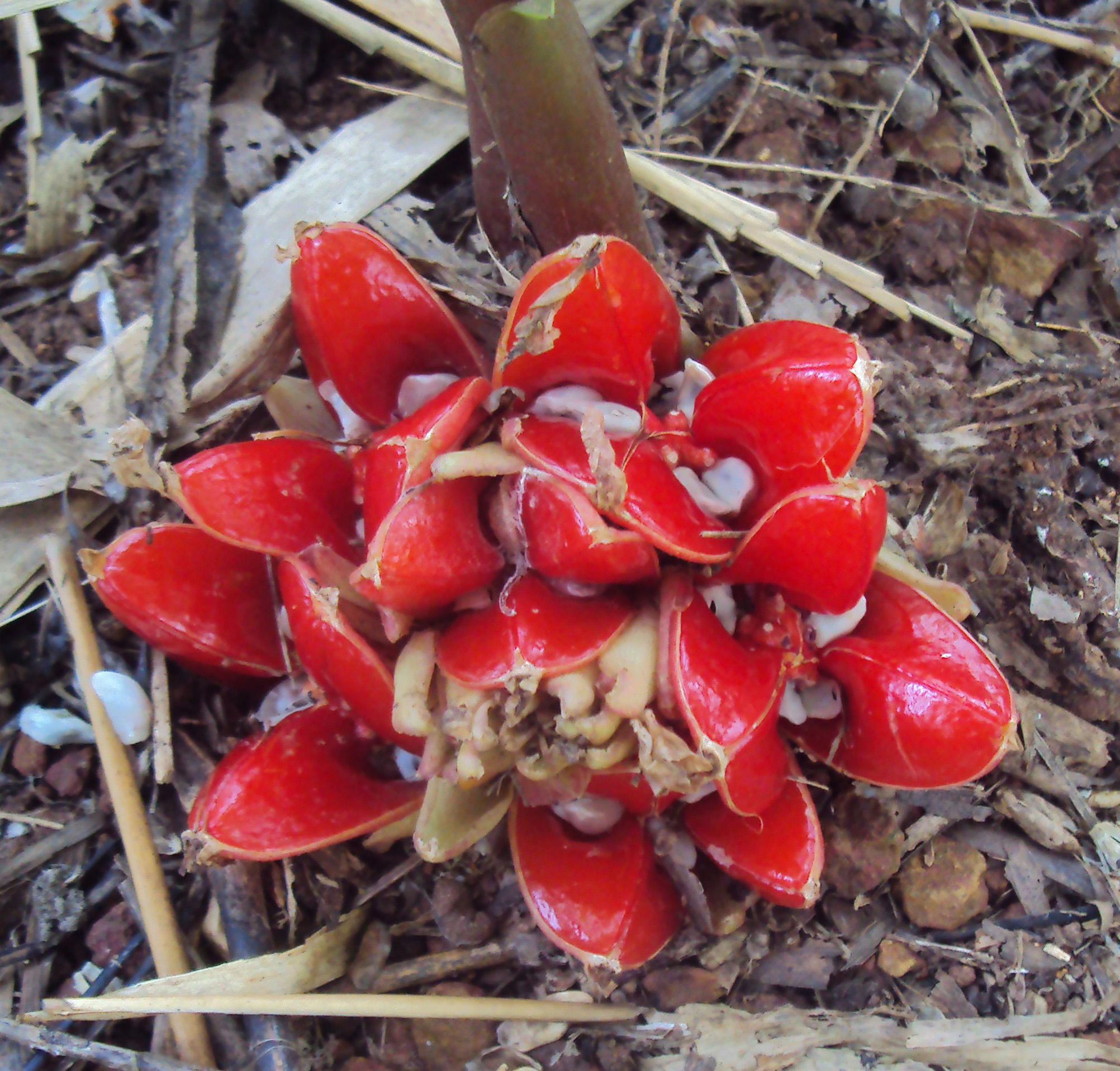
Zingiber cernuum

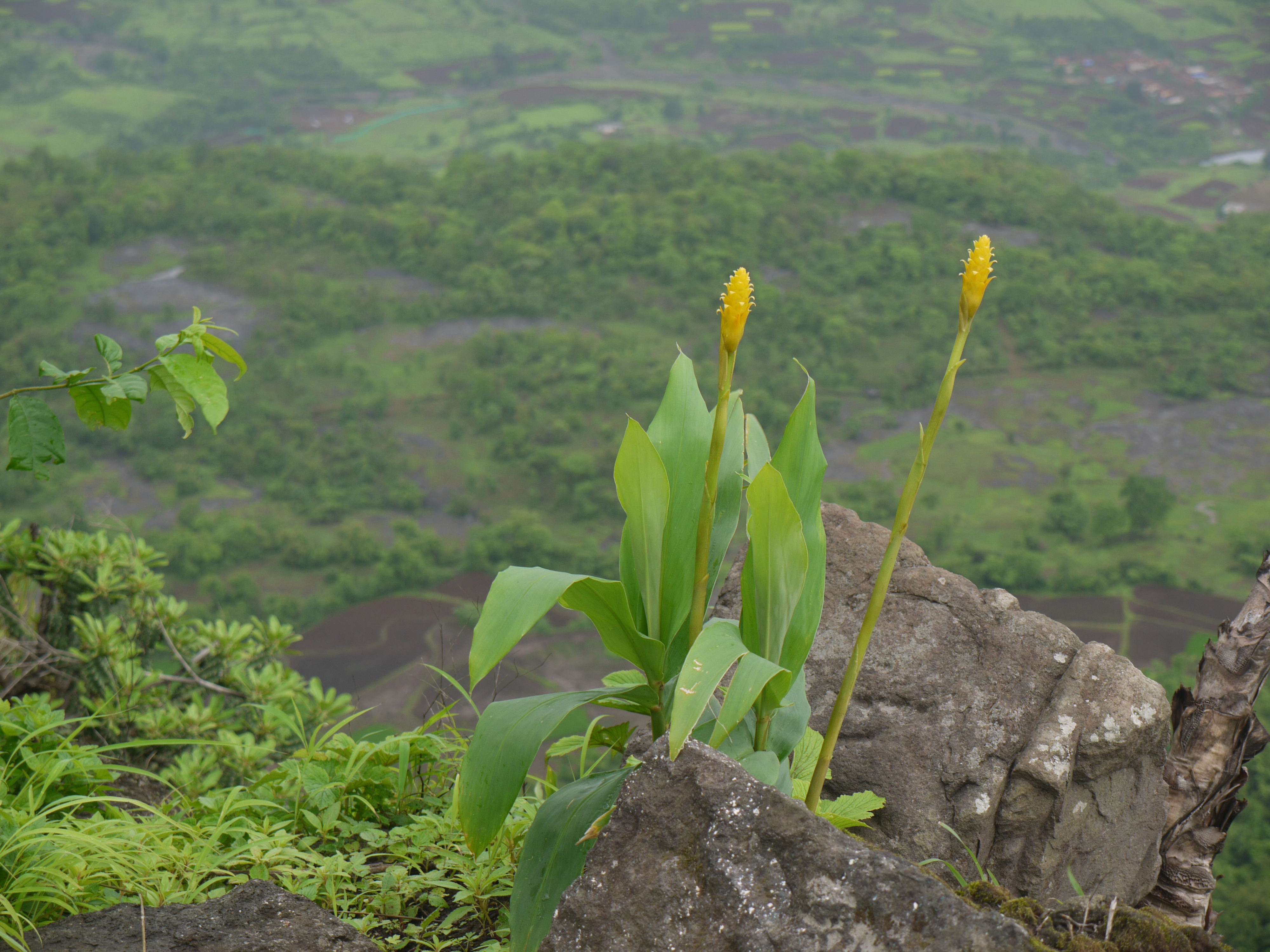
Zingiber diwakarianum

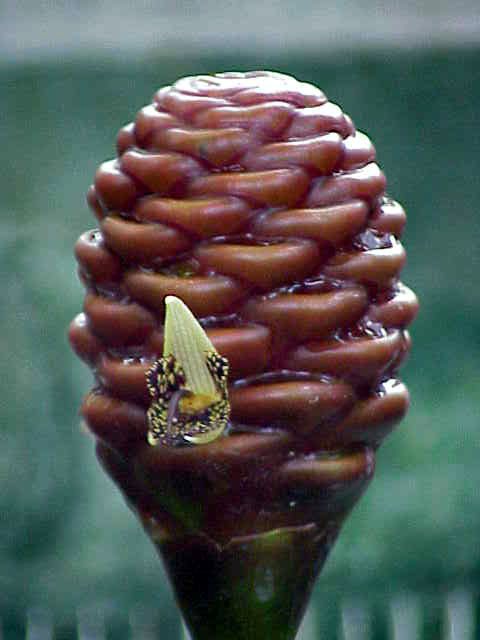
Blütenstand von Zingiber macradenium

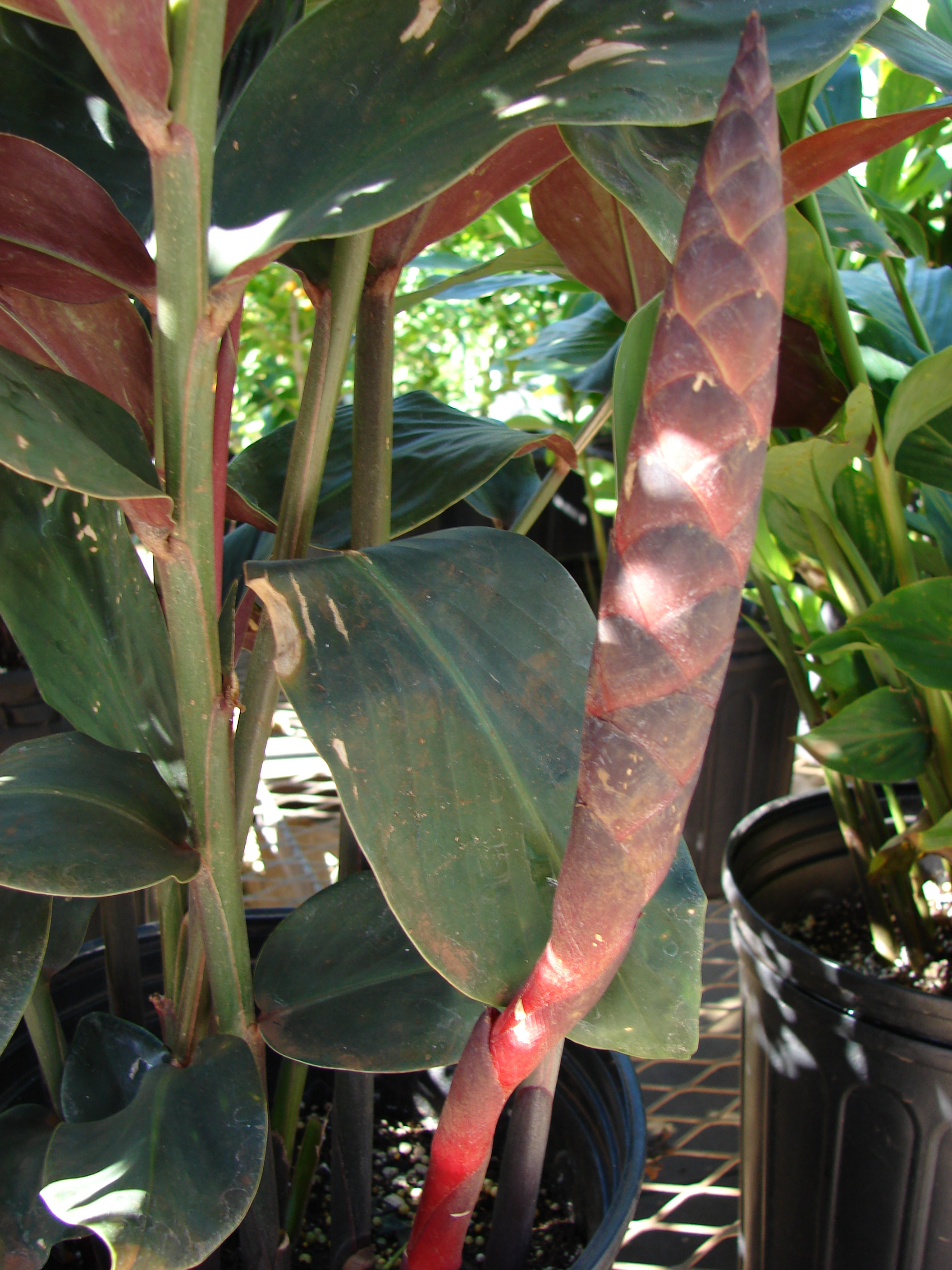
Blütenstand von Zingiber malaysiana

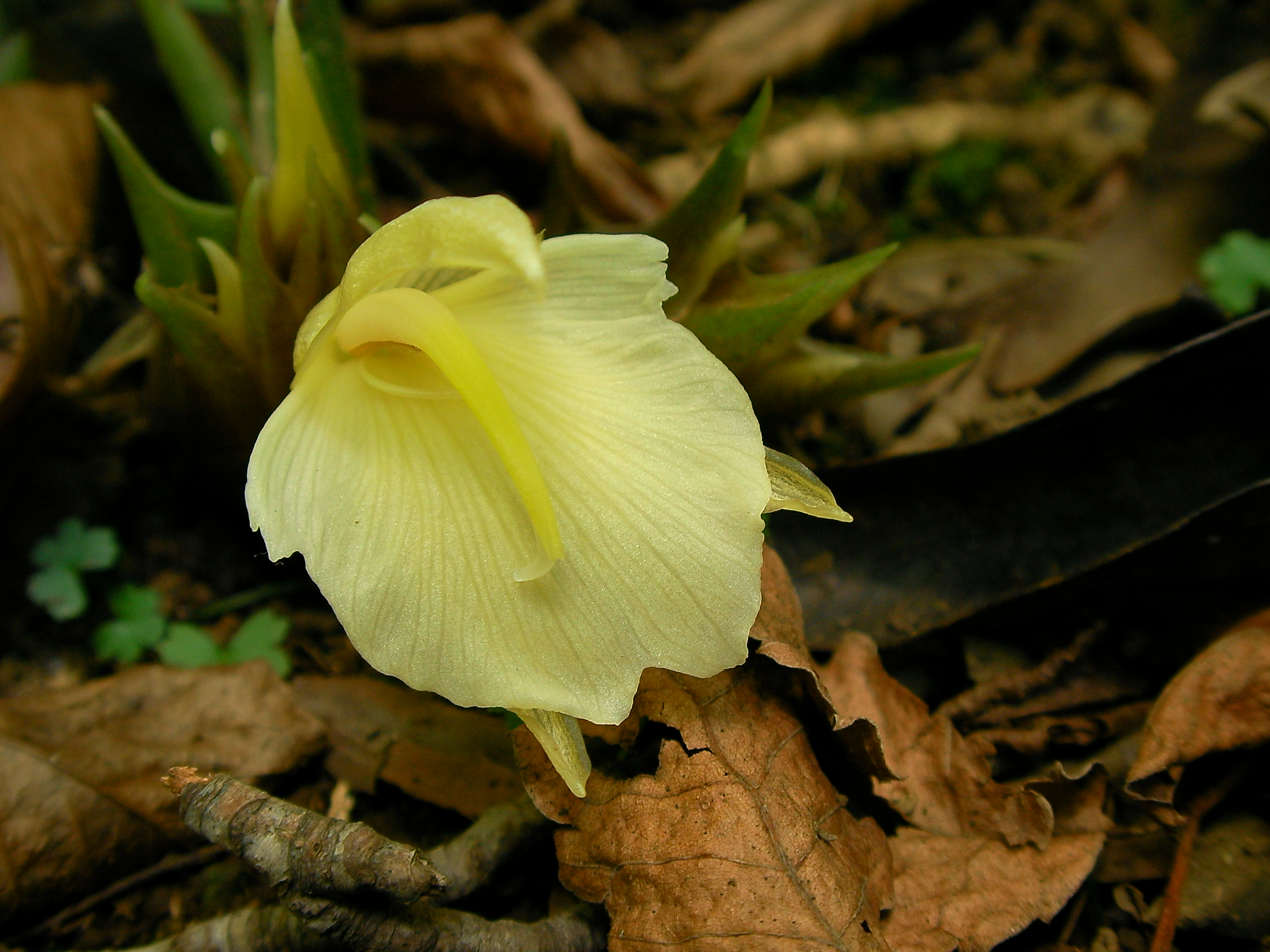
Zingiber mioga

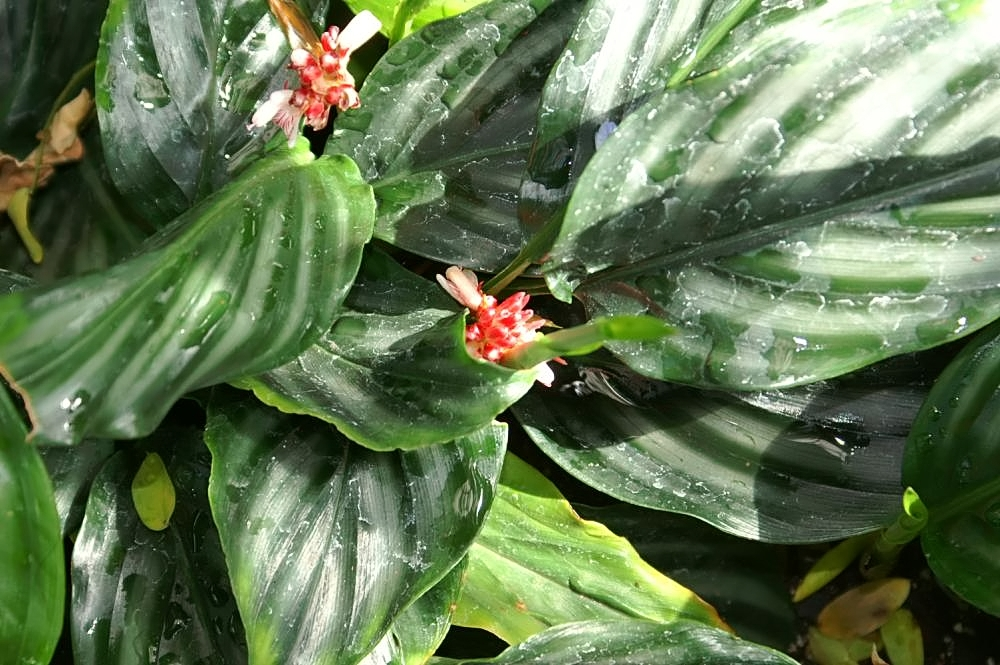
Echter Ingwer (Zingiber officinale)

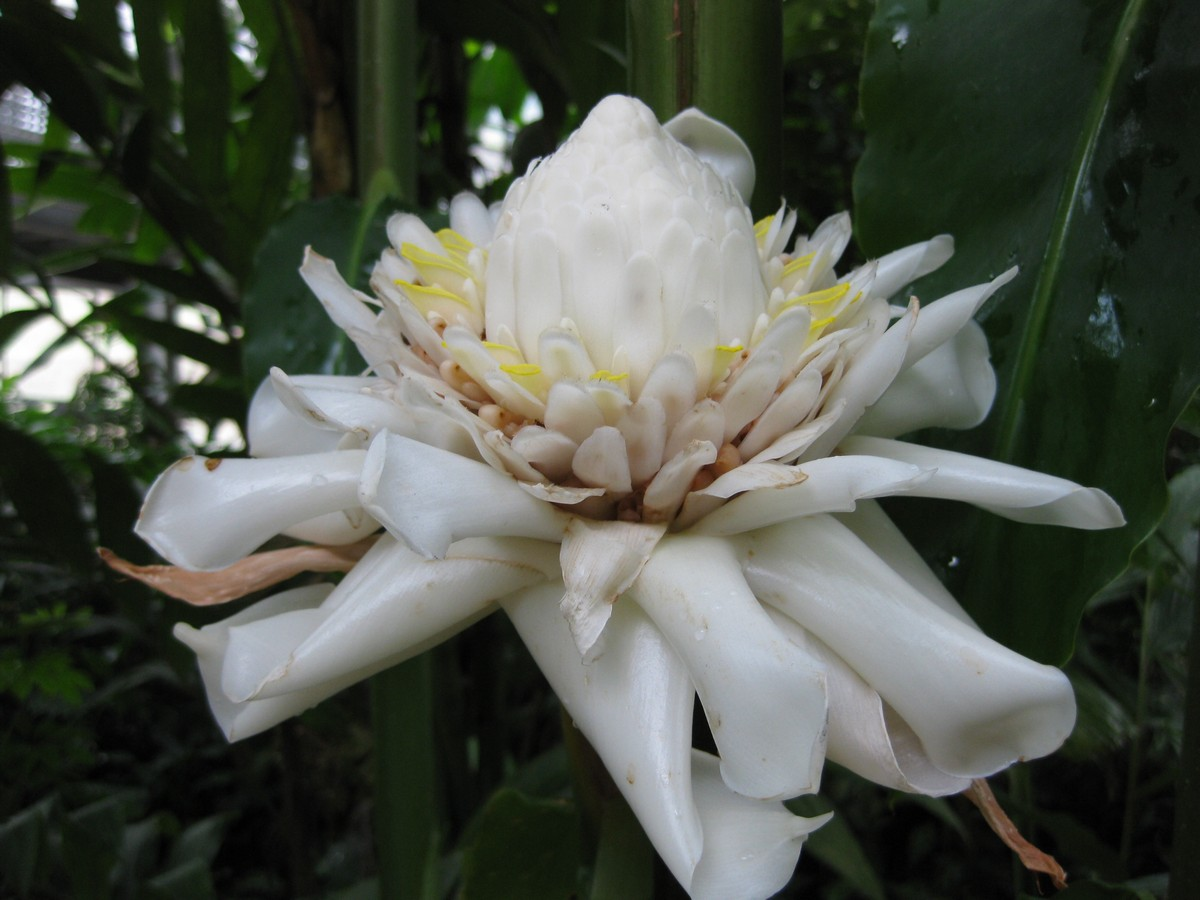
Zingiber ottensii

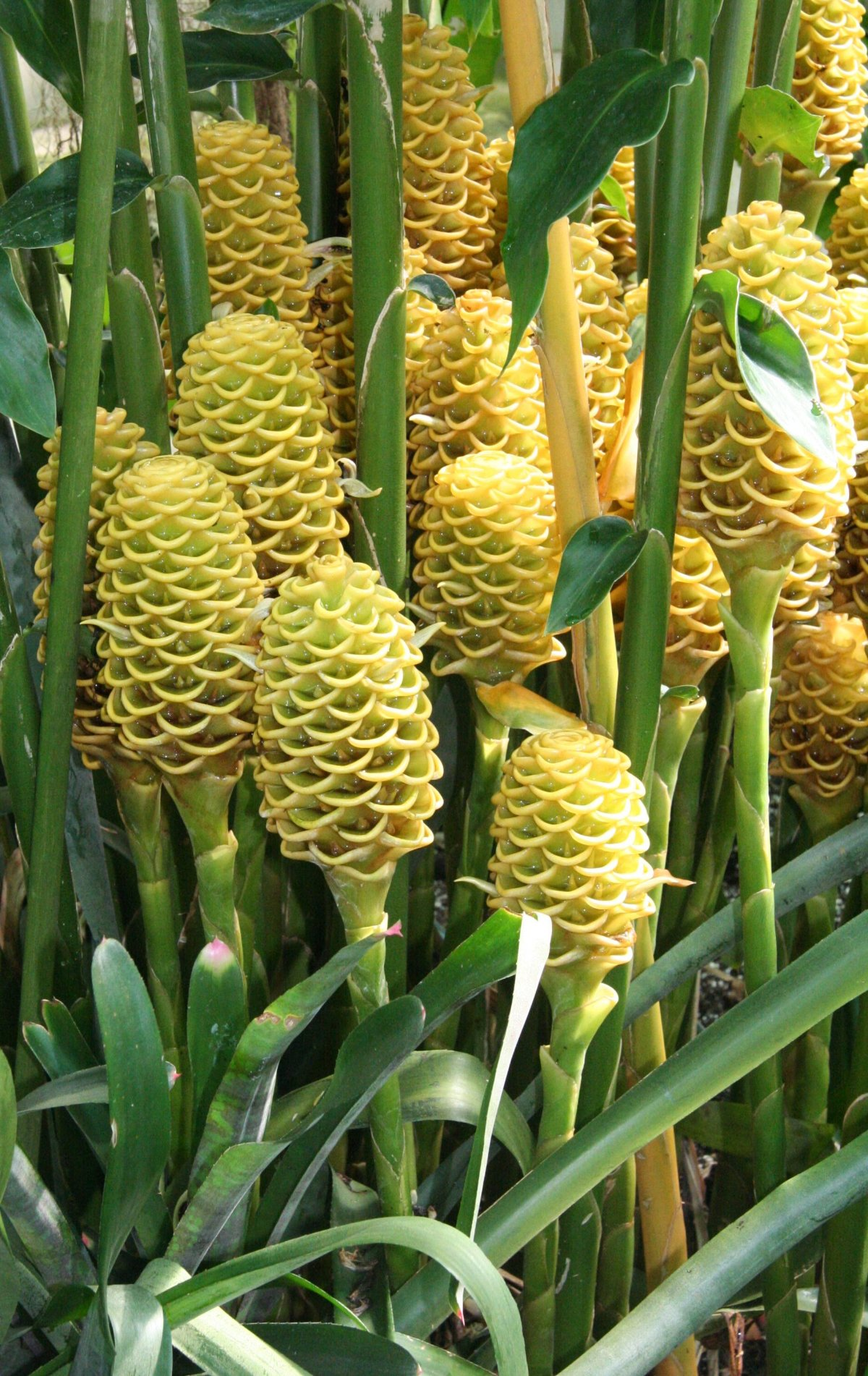
Zingiber spectabile

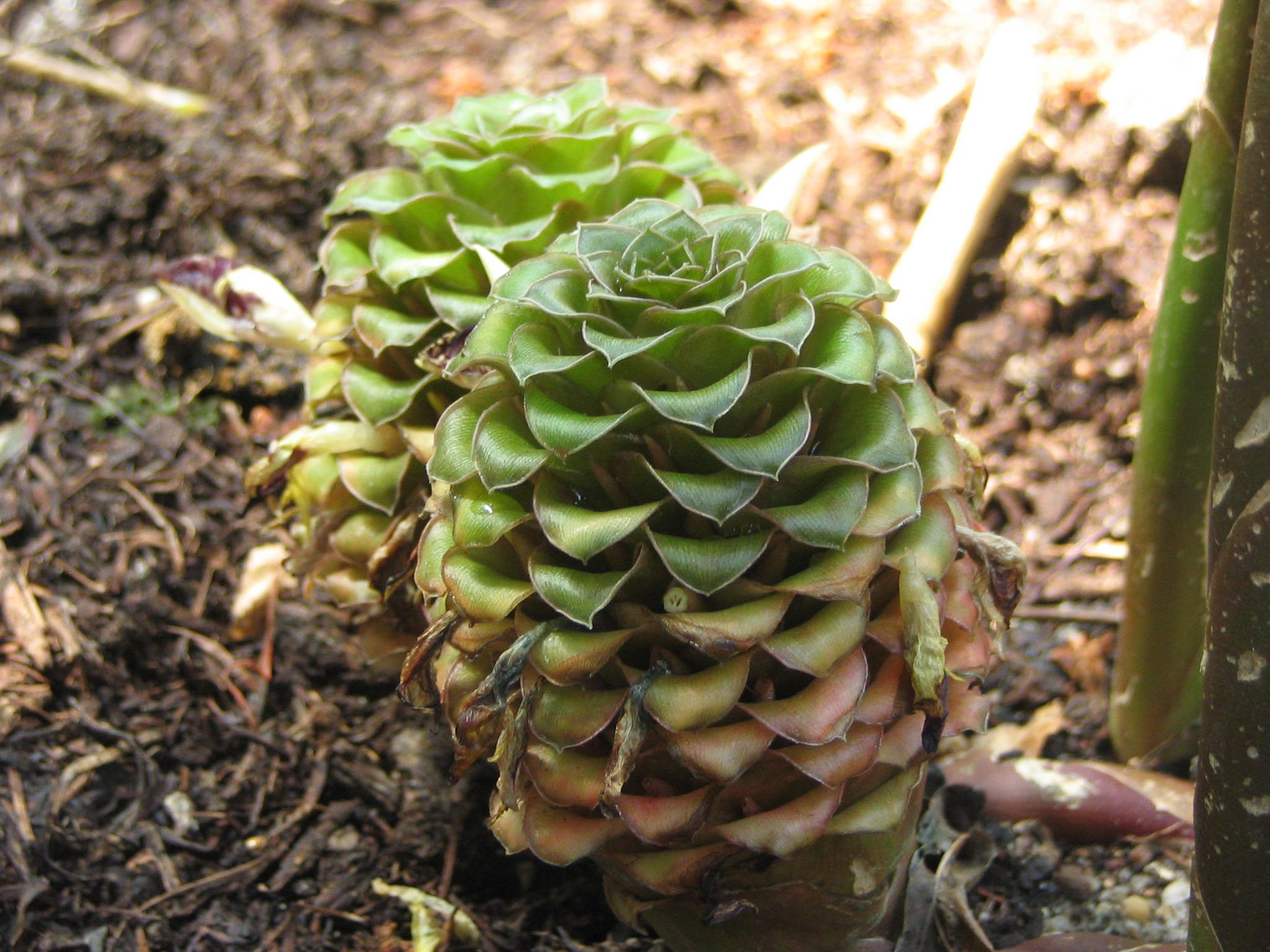
Blütenstände von Zingiber wrayi direkt über dem Boden

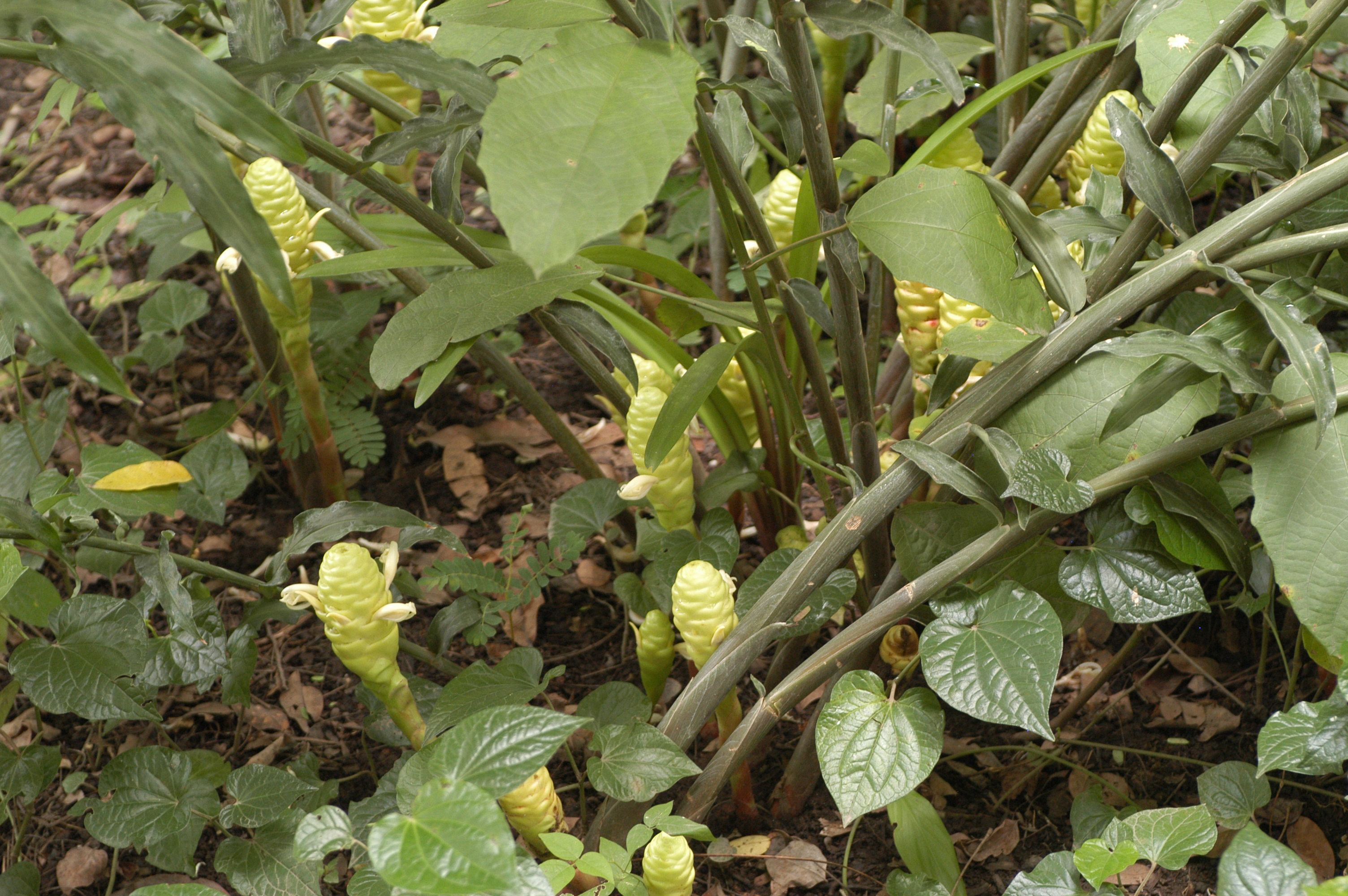
Zingiber zerumbet

Die Gattung Zingiber enthält 100 bis 188 Arten:
- Zingiber acuminatum Valeton
- Zingiber albiflorum R.M.Sm.
- Zingiber album Nurainas
- Zingiber anamalayanum Sujanapal & Sasidh.
- Zingiber angustifolium C.K.Lim & Meekiong
- Zingiber apoense Elmer
- Zingiber argenteum Mood & Theilade
- Zingiber arunachalensis A.Joe, T.Jayakr., Hareesh & M.Sabu
- Zingiber atroporphyreum Škornick. & Q.B.Nguyen
- Zingiber atrorubens Gagnep.
- Zingiber aurantiacum (Holttum) Theilade
- Zingiber banhaoense Mood & Theilade
- Zingiber barbatum Wall.
- Zingiber belumense C.K.Lim & Meekiong
- Zingiber bipinianum D.K.Roy, D.Verma, Talukdar & Dutta Choud.
- Zingiber bisectum D.Fang
- Zingiber brachystachys Triboun & K.Larsen
- Zingiber bradleyanum Craib
- Zingiber brevifolium N.E.Br.
- Zingiber bulusanense Elmer
- Zingiber callianthus Triboun & K.Larsen
- Zingiber capitatum Roxb.
- Zingiber cardiocheilum Škornick. & Q.B.Nguyen
- Zingiber castaneum Škornick. & Q.B.Nguyen
- Zingiber cernuum Dalzell
- Zingiber chantaranothaii Triboun & K.Larsen
- Zingiber chlorobracteatum Mood & Theilade
- Zingiber chrysanthum Roscoe
- Zingiber chrysostachys Ridl.
- Zingiber citriodorum Theilade & Mood
- Zingiber clarkei King ex Benth. & Hook.f.
- Zingiber cochleariforme D.Fang
- Zingiber collinsii Mood & Theilade
- Zingiber coloratum N.E.Br.
- Zingiber corallinum Hance
- Zingiber cornubracteatum Triboun & K.Larsen
- Zingiber curtisii Holttum
- Zingiber cylindricum Thwaites
- Zingiber densissimum S.Q.Tong & Y.M.Xia
- Zingiber discolor Škornick., H.Ð.Tran & Rybková
- Zingiber diwakarianum R.Kr.Singh
- Zingiber eberhardtii Gagnep.
- Zingiber eborinum Mood & Theilade
- Zingiber elatius (Ridl.) Theilade
- Zingiber elatum Roxb.
- Zingiber ellipticum (S.Q.Tong & Y.M.Xia) Q.G.Wu & T.L.Wu
- Zingiber engganoense Ardiyani
- Zingiber flagelliforme Mood & Theilade
- Zingiber flammeum Theilade & Mood
- Zingiber flaviflorum C.K.Lim & Meekiong
- Zingiber flavomaculosum S.Q.Tong
- Zingiber flavovirens Theilade
- Zingiber fragile S.Q.Tong
- Zingiber fraseri Theilade
- Zingiber georgeae Mood & Theilade
- Zingiber gracile Jack
- Zingiber gramineum Noronha ex Blume
- Zingiber griffithii Baker
- Zingiber guangxiense D.Fang
- Zingiber gulinense Y.M.Xia
- Zingiber hainanense Y.S.Ye, L.Bai & N.H.Xia
- Zingiber idae Triboun & K.Larsen
- Zingiber incomptum B.L.Burtt & R.M.Sm.
- Zingiber inflexum Blume
- Zingiber integrilabrum Hance
- Zingiber integrum S.Q.Tong
- Zingiber intermedium Baker
- Zingiber isanense Triboun & K.Larsen
- Zingiber jiewhoei Škornick.
- Zingiber junceum Gagnep.
- Zingiber kangleipakense Kishor & Škornick.
- Zingiber kawagoii Hayata
- Zingiber kelabitianum Theilade & H.Chr.
- Zingiber kerrii Craib
- Zingiber kunstleri King ex Ridl.
- Zingiber lambii Mood & Theilade
- Zingiber laoticum Gagnep.
- Zingiber larsenii Theilade
- Zingiber latifolium Theilade & Mood
- Zingiber lecongkietii Škornick. & H.Ð.Tran
- Zingiber leptorrhizum D.Fang
- Zingiber ligulatum Roxb.
- Zingiber limianum Meekiong
- Zingiber lingyunense D.Fang
- Zingiber loerzingii Valeton
- Zingiber longibracteatum Theilade
- Zingiber longiglande D.Fang & D.H.Qin
- Zingiber longiligulatum S.Q.Tong
- Zingiber longipedunculatum Ridl.
- Zingiber longyanjiang Z.Y.Zhu
- Zingiber macradenium K.Schum.
- Zingiber macrocephalum (Zoll.) K.Schum.
- Zingiber macroglossum Valeton
- Zingiber macrorrhynchus K.Schum.
- Zingiber malaysianum C.K.Lim
- Zingiber marginatum Roxb.
- Zingiber martini R.M.Sm.
- Zingiber matangense Noor Ain, Tawan & Meekiong
- Zingiber matutumense Mood & Theilade
- Zingiber mawangense Noor Ain & Meekiong
- Zingiber meghalayense Sushil K.Singh, Ram.Kumar & Mood
- Zingiber mekongense Gagnep.
- Zingiber mellis Škornick., H.Ð.Tran & Sída f.
- Zingiber microcheilum Škornick., H.Ð.Tran & Sída f.
- Zingiber mioga (Thunb.) Roscoe
- Zingiber mizoramense Ram.Kumar, Sushil K.Singh & S.Sharma
- Zingiber molle Ridl.
- Zingiber monglaense S.J.Chen & Z.Y.Chen
- Zingiber monophyllum Gagnep.
- Zingiber montanum (J.König) Link ex A.Dietr.
- Zingiber multibracteatum Holttum
- Zingiber murlenica Ram.Kumar, Sushil K.Singh & S.Sharma
- Zingiber nanlingense Lin Chen, A.Q.Dong & F.W.Xing
- Zingiber nazrinii C.K.Lim & Meekiong
- Zingiber neesanum (J.Graham) Ramamoorthy
- Zingiber neglectum Valeton
- Zingiber negrosense Elmer
- Zingiber neotruncatum T.L.Wu, K.Larsen & Turland
- Zingiber newmanii Theilade & Mood
- Zingiber nigrimaculatum S.Q.Tong
- Zingiber nimmonii (J.Graham) Dalzell
- Zingiber nitens M.F.Newman
- Zingiber niveum Mood & Theilade
- Zingiber nudicarpum D.Fang
- Zingiber odoriferum Blume
- Zingiber officinale Roscoe
- Zingiber oligophyllum K.Schum.
- Zingiber olivaceum Mood & Theilade
- Zingiber orbiculatum S.Q.Tong
- Zingiber ottensii Valeton
- Zingiber pachysiphon B.L.Burtt & R.M.Sm.
- Zingiber panduratum Roxb.
- Zingiber papuanum Valeton
- Zingiber pardocheilum Wall. ex Baker
- Zingiber parishii Hook.f.
- Zingiber paucipunctatum D.Fang
- Zingiber pellitum Gagnep.
- Zingiber pendulum Mood & Theilade
- Zingiber peninsulare Theilade
- Zingiber petiolatum (Holttum) Theilade
- Zingiber pherimaense Biseshwori & Bipin
- Zingiber phillippsiae Mood & Theilade
- Zingiber phumiangense Chaveer. & Mokkamul
- Zingiber pleiostachyum K.Schum.
- Zingiber plicatum Škornick. & Q.B.Nguyen
- Zingiber popaense Nob.Tanaka
- Zingiber porphyrosphaerum K.Schum.
- Zingiber pseudopungens R.M.Sm.
- Zingiber pseudosquarrosum L.J.Singh & P.Singh
- Zingiber puberulum Ridl.
- Zingiber pubisquama Ridl.
- Zingiber pyroglossum Triboun & K.Larsen
- Zingiber raja C.K.Lim & Kharuk.
- Zingiber recurvatum S.Q.Tong & Y.M.Xia
- Zingiber roseum (Roxb.) Roscoe
- Zingiber rubens Roxb.
- Zingiber rufopilosum Gagnep.
- Zingiber sabuanum K.M.P.Kumar & A.Joe
- Zingiber sabun C.K.Lim
- Zingiber sadakornii Triboun & K.Larsen
- Zingiber shuanglongense C.L.Yeh & S.W.Chung
- Zingiber simaoense Y.Y.Qian
- Zingiber singapurense Škornick.
- Zingiber skornickovae N.S.Lý
- Zingiber smilesianum Craib
- Zingiber spectabile Griff.
- Zingiber squarrosum Roxb.
- Zingiber stenostachys K.Schum.
- Zingiber striolatum Diels
- Zingiber sulphureum Burkill ex Theilade
- Zingiber tenuifolium L.Bai, Škornick. & N.H.Xia
- Zingiber tenuiscapus Triboun & K.Larsen
- Zingiber thorelii Gagnep.
- Zingiber tuanjuum Z.Y.Zhu
- Zingiber vanlithianum Koord.
- Zingiber velutinum Mood & Theilade
- Zingiber ventricosum L.Bai, Škornick., N.H.Xia & Y.S.Ye

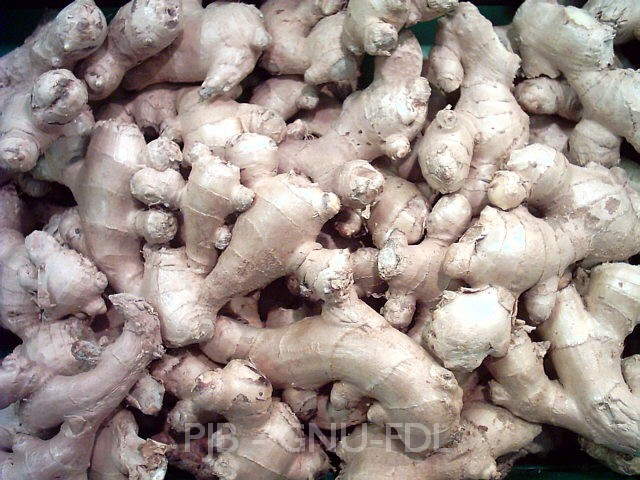
Ingwer (Zingiber officinale), Rhizome

- Zingiber vinosum Mood & Theilade
- Zingiber viridiflavum Mood & Theilade
- Zingiber vittacheilum Triboun & K.Larsen
- Zingiber wandingense S.Q.Tong
- Zingiber wightianum Thwaites
- Zingiber wrayi Prain ex Ridl.
- Zingiber yersinii Škornick., H.Ð.Tran & Rybková
- Zingiber yingjiangense S.Q.Tong
- Zingiber yunnanense S.Q.Tong & X.Z.Liu
- Zingiber zerumbet (L.) Roscoe ex Sm.

## Nutzung
- Myoga (Zingiber mioga (Thunb.) Roscoe), eine Art, die vor allem in Japan kultiviert wird, und von der die Blütenstände als Gewürz verwendet werden.[3]
- Ingwer, Gewöhnlicher Ingwer (Zingiber officinale Roscoe)[4], eine weltweit kultivierte, wichtige Gewürzpflanze, von der das Rhizom benutzt wird.[5]
- Blockzitwer (Zingiber montanum (J. König) Link ex A. Dietr.,[4] Syn.: Zingiber purpureum Roscoe); stammt vielleicht aus Indien, wird im tropischen Asien kultiviert.[3]
- Zingiber zerumbet (L.) Roscoe ex Sm.:[5] Sie ist eine in viele Gebieten der Tropen verschleppte Ruderalpflanze, die aber als Heilpflanze und Duftspender auch kultiviert wird.[3]